# Krinichne (Bolgrado)
Krinichne (en ucraniano: Криничне, romanizado: Krynychne) es un pueblo ucraniano perteneciente al óblast de Odesa. Situado en el suroeste del país, es parte del raión de Bolgrado y centro del municipio (hromada) homónimo.

## Toponimia
El nombre oficial del pueblo es Krinichne, pero su historia es muy diversa y tiene numerosas comunidades étnicas, por lo que recibe otros nombres (en ruso: Криничное, romanizado: Kriníchnoye). Hasta 1945, el nombre oficial del lugar fue Chishma-Varuyita (en ucraniano: Чишма-Варуїта), que sigue siendo el nombre más común en algunas lenguas de importancia local (en búlgaro: Чушмелия, romanizado: Chushmeliya; en rumano: Cişmeaua-Văruită).

## Geografía
El pueblo está situado en la orilla oriental del lago Yalpug, en la desembocadura del río Karasulak, 19 km al sur de Bolgrado y 245 km al suroeste de Odesa. 

## Historia
El pueblo fue fundado en 1813 por colonos búlgaros en el lugar de un asentamiento tártaro, procedentes del pueblo de Gradinarovo en la región de Varna y la ciudad de Smyadovo en la región de Shumen. Cuando se fundó Chishma-Varuyita, la zona sólo llevaba un año formando parte del Imperio ruso tras el tratado de Bucarest de 1812.
Después de la guerra de Crimea, el área alrededor de Cahul, Bolgrado e Izmaíl (incluido Krinichne) pasó al principado de Moldavia en 1856, para volver a caer en manos de Rusia después de la siguiente guerra ruso-turca en 1878 hasta 1917. A finales de 1913 tuvo lugar aquí un levantamiento campesino. En marzo de 1917, un representante del pueblo fue elegido miembro del Consejo de Diputados Campesinos. En enero de 1918, los activistas bolcheviques asumieron el liderazgo del pueblo. 
Desde 1918, tras la Primera Guerra Mundial, se declaró República Democrática de Moldavia en 1917 y se unió voluntariamente al reino de Rumania ese mismo año. Una parte de los habitantes participó en el levantamiento de Tatarbunari de 1924, organizado por los bolcheviques de la Unión Soviética, 28 campesinos fueron arrestados. En 1940 fue tomada por soviéticos como parte de las cláusulas del pacto Ribbentrop-Mólotov, siendo incluida en el óblast de Izmaíl. 
Durante la Segunda Guerra Mundial, el régimen de Antonescu de Rumania ocupó Budyak entre 1941 y 1944. En el pueblo, operaba un grupo clandestino operaba contra los ocupantes; a finales de 1941, sus miembros fueron arrestados y enviados a un campo de concentración.
Tras la guerra, Krinichne volvió a formar parte del óblast de Izmaíl, que fue absorbido por el óblast de Odesa en 1954, y recibió su nombre actual.

## Demografía
La evolución de la población de Krinichne entre 1930 y 2001 fue la siguiente:
| 4531                                                          | 5180 | 4607 | 4348 |
| (Fuente: Cities & Towns of Ukraine y UKRAINE: Größere Städte) |      |      |      |

Según el censo de 2001, la lengua materna de la mayoría de los habitantes, el 93,28%, es el búlgaro; del 3,29%, el ruso; y del ucraniano, 1,59%.

## Economía
Los habitantes del pueblo de Krinichne se dedican principalmente a la agricultura, aquí hay 6000 ha de tierra cultivable y alrededor de 1000 ha de viñedos y huertos. Se cultivan cereales, guisantes, tomates y vides.

## Infraestructura

### Transporte
La carretera territorial T–16–11 (Izmaíl-Bolgrado) atraviesa el pueblo.